# Callinico III di Costantinopoli
Callinico III (in greco Καλλίνικος Γ΄?; ... – 20 novembre 1726) è stato un arcivescovo ortodosso greco, patriarca ecumenico di Costantinopoli per un solo giorno dal 19 al 20 novembre 1726. Certe volte non è contato nelle liste dei patriarchi che numerano Callinico IV come terzo.

## Biografia
Callinico era originario di Nasso e prima di essere eletto patriarca di Costantinopoli ricopriva il ruolo di metropolita di Eraclea. 
Quando Geremia III fu deposto il 19 novembre 1726, Callinico venne eletto patriarca la sera stessa, ma morì a casa sua nella notte prima ancora di essere incoronato forse per un attacco di cuore causato dalla troppa felicità per la nomina al soglio patriarcale. 
Il tributo pagato al sultano ottomano per consentire la sua elezione risultò il massimo mai raggiunto: non meno di 36.400 Kuruş, circa 5.600 sterline d'oro (6400€). Il grande importo, che la Chiesa greca ortodossa poteva a malapena permettersi, era dovuto sia all'avidità del sultano ottomano, sia alle rivalità e ai litigi nella comunità greca che portavano a rapidi cambi di patriarchi. Dopo lo scandalo causato da una così grande somma, per un solo giorno di regno, la situazione lentamente migliorò, con regni più lunghi e tasse di elezione più basse.